# روندو

روندو هي مدينة تقع في ناميبيا على ضفاف نهر أوكافانغو بالقرب من الحدود مع دولة أنغولا.